# Яцишина Людмила Пилипівна
Людмила Пилипівна Яцишина (25 вересня 1913 — ?) — українська радянська діячка, новатор сільськогосподарського виробництва, агроном Гайсинського районного сільськогосподарського відділу та Гайсинської МТС, голова колгоспу імені Паризької комуни Гайсинського району Вінницької області. Депутат Верховної Ради УРСР 3—5-го скликань.

## Біографія
Народилася в бідній селянській родині. Батько переїхав із Вінниччини (сучасного Немирівського району, біля селища Ситківці) на поселення до Забайкальського краю Російської імперії. У 1920-х роках родина повернулася на Вінниччину.
Людмила Яцишина закінчила сім класів сільської школи, а у 1932 році — Іллінецький сільськогосподарський технікум Вінницької області. Здобула спеціальність агронома.
З 1932 року — агроном Велико-Бурлуцької машинно-тракторної станції (МТС) Харківської області. Потім працювала агрономом у Кам'янець-Подільській області.
Під час німецько-радянської війни була евакуйована у східні райони СРСР. Працювала агрономом у МТС і колгоспах Владимирської і Сталінградської областей РРФСР.
З 1944 року — агроном Гранівської машинно-тракторної станції (МТС) Гайсинського району Вінницької області.
З середини 1940-х до 1954 року — агроном Гайсинського районного сільськогосподарського відділу Вінницької області. Активно впроваджувала травопільну систему землеробства у районі. Керувала трирічними курсами майстрів землеробства у колгоспі імені Леніна села Куна Гайсинського району Вінницької області.
Член КПРС з 1952 року.
У 1954—1958 роках — агроном Гайсинської машинно-тракторної станції (МТС) в колгоспі імені Леніна Гайсинського району Вінницької області.
З 1958 року — голова колгоспу імені Паризької комуни села Харпачки Гайсинського району Вінницької області.
Потім — на пенсії у місті Гайсині Вінницької області.

## Нагороди
- орден «Знак Пошани» (26.02.1958)
- медалі[які?]